# 八頭村
八頭村（やずそん）は、かつて鳥取県八頭郡にあった村。

## 歴史
- 1956年（昭和31年）3月15日 - 八東村、安部村が合併して八頭村が発足。
- 1959年（昭和34年）5月15日 - 丹比村と合併し、八東町が発足。同日八頭村廃止。

## 地域

### 教育
- 八頭村立安部小学校

### 交通
- 安部駅